# Euzebiusz (Dudka)
Euzebiusz, imię świeckie Iwan Iwanycz Dudka (ur. 4 kwietnia 1964 w Bałamutowce) – ukraiński biskup prawosławny.

## Życiorys
Pochodzi z rodziny chłopskiej z regionu czerniowieckiego. Po ukończeniu szkoły podstawowej pracował w budownictwie. W latach 1982–1984 odbył zasadniczą służbę wojskową, po czym w 1985 wstąpił do seminarium duchownego w Moskwie. Od II roku nauki był również posłusznikiem w ławrze Troicko-Siergijewskiej. Jego postrzyżyn mniszych dokonał w 1986 namiestnik Ławry, archimandryta Aleksy (Kutiepow). W tym samym roku przyjął święcenia diakońskie z rąk arcybiskupa włodzimierskiego i suzdalskiego Serapiona. Na kapłana wyświęcił go w 1988 arcybiskup Walenty (Miszczuk). W 1989 na polecenie władz cerkiewnych wyjechał do ławry Poczajowskiej, gdzie żył przez kolejne trzy lata, do momentu, gdy został skierowany do eparchii czerniowiecko-bukowińskiej. Tam w grudniu 1992 mianowano go namiestnikiem monasteru św. Jana Teologa w Chreszczatyku. W 1993 otrzymał godność igumena, zaś rok później – archimandryty.
16 września 2014 Święty Synod Ukraińskiego Kościoła Prawosławnego nominował go na biskupa chocimskiego, wikariusza eparchii czerniowiecko-bukowińskiej. Jego chirotonii biskupiej dokonał metropolita kijowski i całej Ukrainy Onufry, w asyście innych hierarchów, 28 września tego samego roku w soborze Zstąpienia Ducha Świętego w Czerniowcach.
W 2006 ukończył studia na wydziale teologiczno-pedagogicznym Prawosławnego Instytutu Teologicznego w Czerniowcach, uzyskując stopień magistra na podstawie pracy poświęconej rozwojowi szkolnictwa teologicznego na Ukrainie na przełomie XIX i XX wieku.
W 2016 Święty Synod Ukraińskiego Kościoła Prawosławnego mianował go ordynariuszem eparchii szepetowskiej i sławuckiej.
17 sierpnia 2020 r. otrzymał godność arcybiskupa.